# Schmiedeknechtia verhoeffi
Schmiedeknechtia verhoeffi är en biart som beskrevs av Mavromoustakis 1959. Schmiedeknechtia verhoeffi ingår i släktet Schmiedeknechtia och familjen långtungebin. Inga underarter finns listade i Catalogue of Life.